# ممدة
ممدة هي قرية في مقاطعة خوي، إيران. يقدر عدد سكانها بـ 16 نسمة بحسب إحصاء 2016.